# Joseph Schlippe

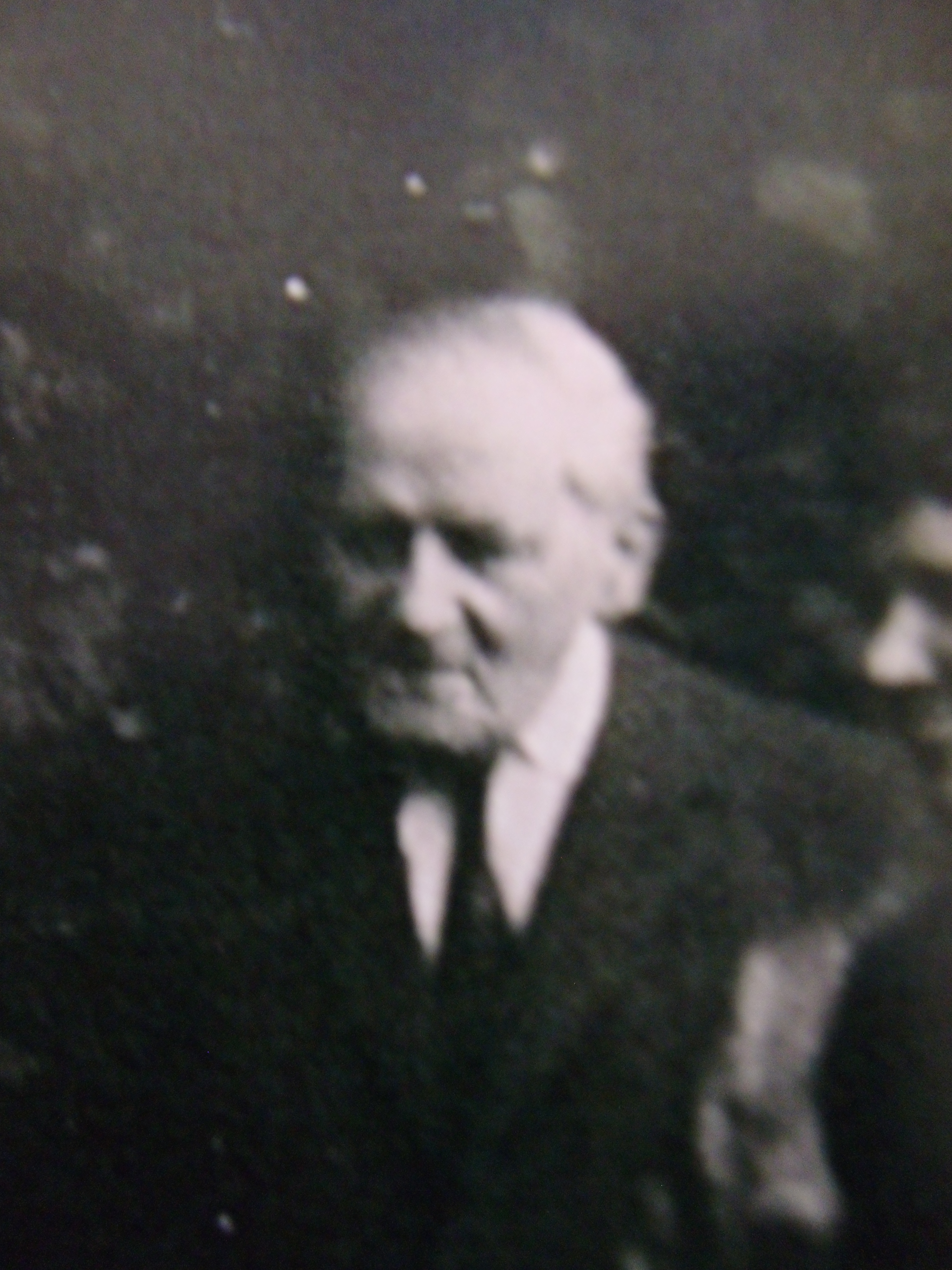
Joseph Schlippe

Joseph Karl Paul Rosa Schlippe (* 23. Juni 1885 in Darmstadt; † 28. Dezember 1970 in Freiburg im Breisgau) war ein deutscher Architekt, Stadtplaner und Baubeamter. Er war Oberbaudirektor der Stadt Freiburg im Breisgau.

## Werdegang

### Ausbildung und Tätigkeit als akademischer Lehrer
Joseph Schlippe wurde als jüngster Sohn des hessischen Ministerialrats und Generalstaatsanwalts Paul Angelus Schlippe und seiner Frau Rosa in Darmstadt geboren, besuchte dort das humanistische Gymnasium und studierte an der TH Darmstadt von 1903 bis 1910 Architektur. In Frankfurt am Main legte er das Examen zum Regierungsbaumeister (Assessor in der öffentlichen Bauverwaltung) ab. Ab 1915 arbeitete er beim Militärbauamt in Charlottenburg. 1920 wurde er in Darmstadt bei Friedrich Pützer zum Dr.-Ing. promoviert; Thema seiner Dissertationsschrift: „Louis Remy de la Fosse und seine Bauten“. Nach dem Krieg unterrichtete er an der TH Darmstadt.

### Architekt und Stadtplaner

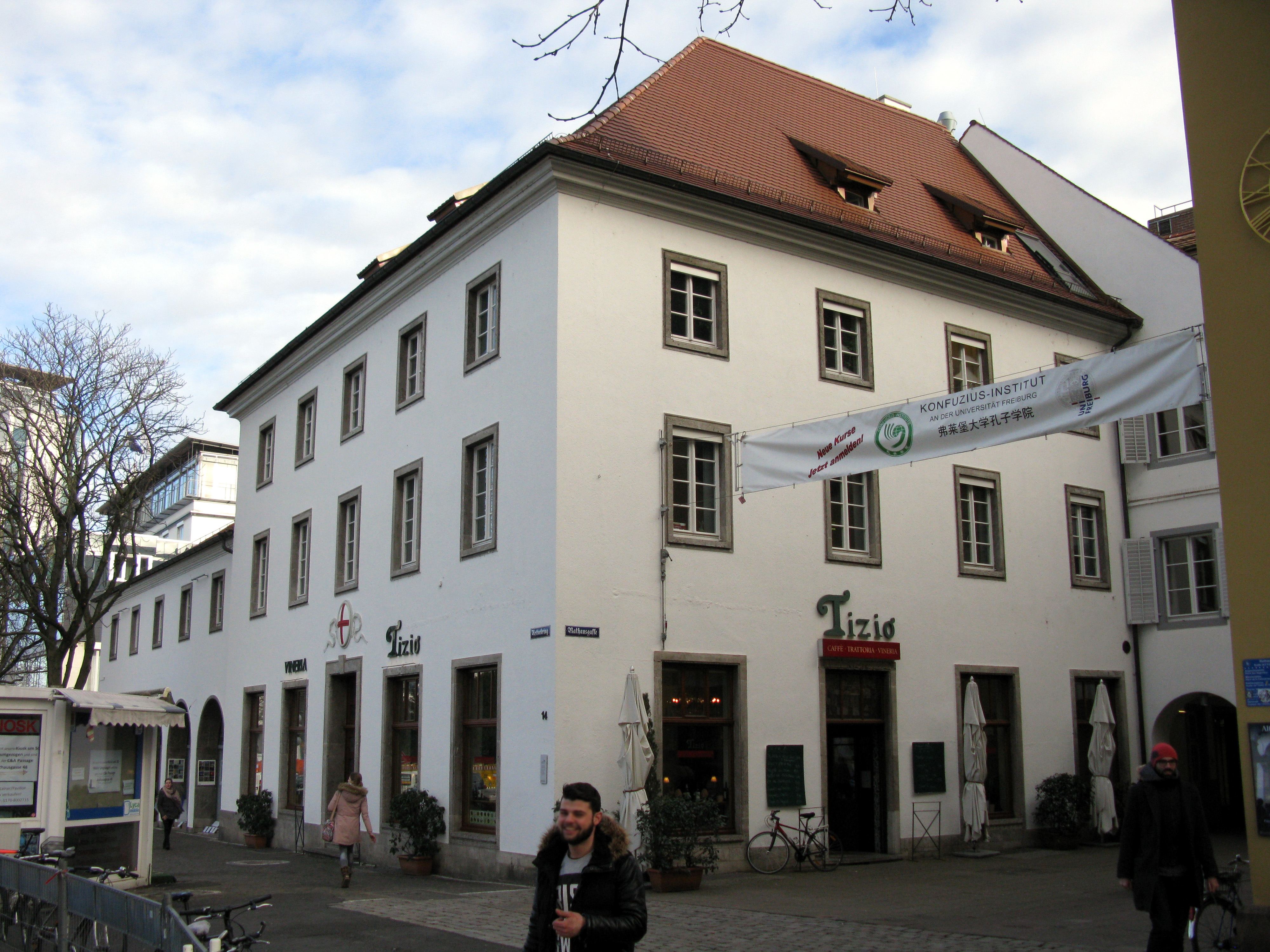
Von Schlippe erbautes früheres städtisches Verkehrsamt

Die nächsten beruflichen Stationen waren das Reichsneubauamt Koblenz, das Reichsbauamt Darmstadt und das Reichsvermögensamt Wiesbaden, wo jeweils diverse Bauten nach Schlippes Entwürfen entstanden. 1925 wurde Joseph Schlippe unter Oberbürgermeister Karl Bender zum Nachfolger von Karl Gruber als Vorstand des Städtischen Hochbauamts in Freiburg im Breisgau sowie technischer Geschäftsführer der Siedlungsgesellschaft Freiburg (bis 1952).

#### Zeit des Nationalsozialismus
Nachdem nach der Machtübernahme der Nationalsozialisten 1933 Oberbürgermeister Karl Bender im April 1933 sein Amt hatte aufgeben müssen, setzte Schlippe seine Tätigkeit als Stadtbaumeister auch unter dem Nationalsozialisten Franz Kerber fort, dem auf Basis der Verordnung des Reichspräsidenten zum Schutze des Deutschen Volkes die Amtsgeschäfte übertragen worden waren. Kurz nach der Amtsübernahme musste Schlippe dem neuen Oberbürgermeister Kerber Auskunft darüber erteilen, warum der Nagelbaum aus dem Ersten Weltkrieg 1931 unter Bender von seinem langjährigen Standort am Schwabentor entfernt wurde. Nachdem Schlippe beteuert hatte, dass es sich um konservatorische und nicht um politische Motive gehandelt hatte, wurde der Baum wenige Tage später wieder auf der Südseite des Tors aufgestellt, verfiel allerdings im Laufe der Jahre zunehmend. Bereits vor der Machtübernahme hatte ein Wettbewerb um die Errichtung eines Zierbrunnens in der Wiehre begonnen, in dessen Jury Schlippe saß. Nachdem die Abgabefrist um einen Monat verlängert worden war, siegten der Bildhauer Hellmuth Hopp zusammen mit dem Architekten Carl Anton Meckel (1875–1938), einem engen Freund Schlippes, dem er 1951 einen Nachruf widmen sollte.
Als er im Juni 1933 mit der Ausarbeitung von Wettbewerbsunterlagen für ein Denkmal der nationalen Erhebung beauftragt wurde, schlug er einen Steinkranz nach Art von Stonehenge auf dem Schlierberg vor, in dessen Mitte man die Schlageter-Figur Hugo Knittels hätte aufstellen können.
1935 wurde Schlippe zum Städtischen Oberbaudirektor befördert; einen Ruf an die Technische Hochschule Danzig lehnte er auf Drängen Kerbers ab.
Ein Besuch des Gauleiters Robert Wagner am 1. April 1937 in Freiburg veranlasste Kerber und Schlippe, ein Gipsmodell eines Teils der Freiburger Innenstadt anfertigen zu lassen, das die geplanten Veränderungen im Rahmen des Freiburger Generalbebauungsplans im Bereich des Rotteckrings zeigen sollte. Dieses Modell, das im Herbst 1937 bei der Landesschau der badischen Gemeinden in Karlsruhe ausgestellt wurde und unter anderem den geplanten Umbau der damaligen Werderstraße in ein Aufmarsch-Boulevard dokumentiert, zeigt u. a. jenes Areal, wo zu dieser Zeit die Freiburger Synagoge noch stand. Die in der Reichspogromnacht zunächst in Brand gesteckte, am 10. November 1938 auf Anordnung des Tiefbauamtes gesprengte Synagoge war in Schlippes Planmodell von 1937 bereits einem repräsentativen NS-Bau (Studienhaus der Universität) gewichen, der sich in das monumentale Ensemble aus Universität und Theater einfügen sollte. Am 1. Dezember 1937 wurde der dazu passende Entwurf Schlippes für den Generalbebauungsplan vorgelegt.
1939 unterstützte Schlippe die Bemühungen, einen Baum zu Ehren Hitlers zu pflanzen. Den von Gartenbaudirektor Schimpf geplanten Standort Unterlinden lehnte er jedoch ab, da er den Abbau des dortigen Marienbrunnens von Julius Seitz als Bilderstürmerei betrachtete und man dieser „Modekrankheit“ entgegentreten müsse.
1940 wurde Schlippe „Staatlicher Bevollmächtigter für die Pflege der neueren Denkmäler der Kunst im Elsass“, der „Abordnung“ als „Straßburger Baudirektor“ konnte er sich entziehen. In den Jahren 1940 bis 1944 musste er jede Woche für zwei Tage ins Elsass, wo er vom „Chef der Zivilverwaltung“ Robert Wagner persönlich als Denkmalpfleger eingesetzt worden war.
Im Juni 1942 sollten sämtliche Denkmäler aus Kupfer und Bronze auf öffentlichen Straßen und Plätzen … im Eigentum der Gemeinden  als Metallspende abgeliefert werden. Neben dem Siegesdenkmal, dessen freiwillige Einschmelzung zum Führergeburtstag Kerber bereits 1940 ablehnte, sollte laut Schlippe lediglich das Rotteckdenkmal verschont werden. Er war auch Willens, den Schneckenreiterbrunnen von Konrad Taucher im Colombipark einschmelzen zu lassen, obwohl sich dieser im Eigentum des Münsterbauvereins befand. Im Gespräch mit Robert Hiecke, dem die Entscheidung über Grenzfälle oblag, konnte Schlippe zudem die Figuren Homer und Aristoteles Cipri Adolf Bermanns vor dem Schmelztiegel bewahren, die noch heute den Eingang des Kollegiengebäudes I der Albert-Ludwigs-Universität Freiburg flankieren. Die vier Standbilder der Kaiserbrücke wurden ebenso eingeschmolzen wie die vier Standbilder am Rathaus. Da sowohl Modelle als auch Abgüsse fehlten, konnten die Rathausfiguren nicht mehr neu gegossen werden. Schlippe rechtfertigte sich 1946 damit, dass die Herstellung von Gipsabgüssen für den Neuguss verboten gewesen sei. Er hatte jedoch noch 1942 dem Münsterbauverein offeriert, einen Abguss des Schneckenreiterbrunnens anfertigen zu lassen, um diesen nach dem Krieg wiederherstellen zu können.
Ähnlich wie Herbert Jensen in Kiel und Hans Pieper in Lübeck, hatte Joseph Schlippe nach Kriegsende 1945, abgesehen von Kerbers Absetzung, nicht mit gravierenden personellen Konsequenzen zu kämpfen und konnte seine Arbeit fast nahtlos fortsetzen. So wurde er mit ausdrücklicher Billigung der französischen Besatzungsmacht der Leiter des Freiburger Wiederaufbaubüros. Als er 1951 als Leiter des Hochbauamtes in Pension ging, wurde sein langjähriger Mitarbeiter Hans Geiges zu seinem Nachfolger ernannt.

#### Der Wiederaufbau Freiburgs
Für die durch die Bombardierung im November 1944 im Rahmen der Operation Tigerfish schwer beschädigte Altstadt entwickelte Schlippe einen Wiederaufbauplan. Er sah im Wesentlichen die Beibehaltung der alten Straßenzüge vor. Der Stadtplan von Freiburg galt ihm als historisches Denkmal des Mittelalters. Für die Kaiser-Joseph-Straße ersann Schlippe zur Ausweitung der Fußgänger-Verkehrsfläche offene Laubengänge in den Häuserfassaden (im Volksmund fälschlich „Arkaden“ genannt, obwohl sie nicht durchweg über Bögen verfügen). Dieses Konzept hatte Schlippe bereits vor der Zerstörung Freiburgs entwickelt und konnte es nun realisieren. Die historische Legitimierung als vermeintlich mittelalterliche Bauform leitete man von dem Vergleich mit den Laubengängen der Altstadt von Bern ab, die wie Freiburg von der Dynastie der Zähringer gegründet wurde. Es gibt jedoch keinen Beleg, dass es Laubengänge im mittelalterlichen Freiburg gegeben hat. Ebenso hatte Schlippe schon vor 1944 seine Ideen zu einer Bereinigung und Vereinfachung der üppig dekorierten historistischen Häuserfassaden der Freiburger Innenstadt vorgelegt. Sein Ideal war eine schlichte, zurückhaltende Architektur. Ebenso wie die Stilimitationen des Historismus lehnte er jedoch die moderne Stahl- und Glasarchitektur ab. Gegen die Fensterbänder und Glasfronten der Moderne setzte er als Ideal die „Lochfassade“, bei der die Fenster als Löcher in der Mauer des Bauwerks erscheinen. Seine generationstypische Ablehnung der Gründerzeitarchitektur führte ihn dazu, die Bereinigung auch solcher Bauten zu fordern, die unbeschadet den Krieg überstanden hatten. So setzte er den Abriss der neogotischen Giebelaufsätze des Schwabentors ebenso durch wie die Zerstörung des neobarocken Giebels des Stadttheaters. Auch in seiner Tätigkeit als Denkmalpfleger in Baden veranlasste er ähnliche Aktionen.

### Denkmalpfleger
In den Jahren 1910 bis 1915 widmete sich Schlippe denkmalpflegerischen Arbeiten in Frankfurt am Main. Er nahm dort den Peterskirchhof zeichnerisch auf und führte konservatorische Maßnahmen zur Erhaltung der Grabmäler durch. Seit dem Jahr 1929 war er Leiter des Fachausschusses für Denkmalpflege des Landesvereins Badische Heimat. Ab 1934 folgte die Tätigkeit als ehrenamtlicher Bezirkspfleger der Kunst- und Altertumsdenkmäler im Amtsbezirk Freiburg. Während des Zweiten Weltkrieges war er von 1940 bis 1944 nebenamtlich staatlicher Denkmalpfleger im Elsass. Nach dem Krieg war er von 1946 bis 1948 kommissarischer Leiter des badischen Landesdenkmalamtes. Dem folgte in den Jahren 1951 bis 1956 die Tätigkeit als Leiter des Badischen Landesamtes für Denkmalpflege und Heimatschutz, das 1952 zum Staatlichen Amt für Denkmalpflege im Regierungsbezirk Südbaden umbenannt wurde. Ab 1956 widmete sich Schlippe der Inventarisierung der Kunstdenkmäler der Stadt Freiburg (unvollendet).

## Rezeption
Ute Scherb attestiert Schlippe im Zusammenhang mit der Beurteilung des Entwurfs zum Mutterbrunnen von Hopp und Meckel, dass es ihm „offensichtlich nicht schwer gefallen war, sowohl seinen Geschmack als auch seine Ausdrucksweise der ‚neuen Zeit‘ anzupassen.“ Kerber habe sich auf Schlippe während der gesamten Dauer seiner Amtszeit „nahezu blind verlassen können“. Im Zuge der Planung für ein Denkmal der nationalen Erhebung, im ersten Jahr von Kerbers Herrschaft, vermutet sie eine „gewisse Unsicherheit“ Schlippes im Bezug auf die Kunstpolitik der Nationalsozialisten. Er habe gefürchtet, „gegen den zwar verordneten, aber nicht klar definierten Geschmack zu verstoßen.“
Der gemäßigt konservativen Haltung Schlippes, die von großem Respekt vor dem Phänomen der mittelalterlichen Stadt geprägt war, verdankt Freiburg die Rekonstruktion seines schwer zerstörten Stadtbildes. Die radikalen Modernisierungsplanungen, die in anderen Städten zu einer tiefgreifenden Umgestaltung der historischen Stadtanlagen führten, verhinderte er. Den Versuchen, eine moderne Architektur in Freiburg zu etablieren, stellte er sich in den Weg. Seine Tätigkeit als Denkmalpfleger war für die Zeit wegweisend. Sein Unverständnis für die architektonischen Leistungen des späten 19. Jahrhunderts veranlassten ihn dazu, seine ästhetischen Vorurteile mit vermeintlich „denkmalpflegerischer“ Begründung mittels Abriss unliebsamer Bauelemente durchzusetzen.

## Ehrungen

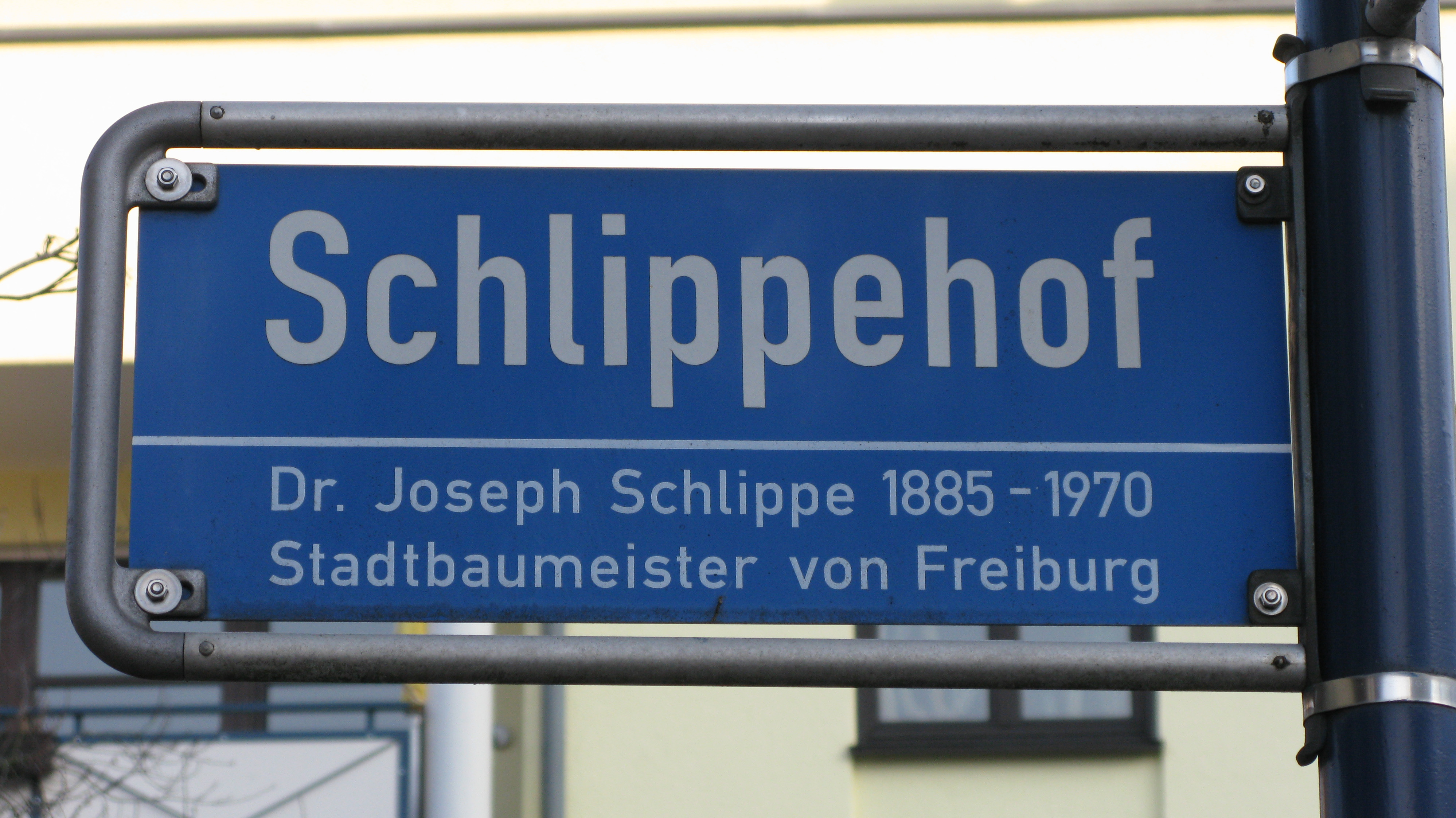
Straße in Freiburg

- 1951: Ehrenprofessur (Professor honoris causa)
- 1952: Verdienstkreuz (Steckkreuz) der Bundesrepublik Deutschland
- Im Freiburger Stadtteil Betzenhausen wurde am Seepark die Straße Schlippehof nach ihm benannt.

## Familie
Schlippe war verheiratet mit Maria, geborene Schimon (* 29. August 1896 in Essen; † 5. April 1986 in Breisach). Der aus der Ehe stammende Sohn Bernhard Schlippe arbeitete als Architekt und Denkmalpfleger. Sein ältester Bruder Dr. med. Paul Lorenz Schlippe erhielt ebenfalls 1952 das Bundesverdienstkreuz und starb am 19. September 1970 drei Monate vor seinem jüngsten Bruder Joseph.

## Werk

### Bauten
- Kasernenneubau in Königstein im Taunus, ab 1924 (nach dem 2. Weltkrieg als Gymnasium und Philosophisch-Theologische Hochschule genutzt)
- Siedlung Laubenkolonie (200 Wohnungen) und Bauten am Nonnenmattenweg sowie Markgrafenstraße (75 Wohnungen) in Freiburg, 1929-31. Planung und Bauleitung: Städtische Hochbauamt unter Leitung Schlippes[17]
- Ehem. städtische Verkehrsamt am Rotteckring, Freiburg, 1935–1936,  (Gebäude mit Arkaden)[18]

### Schriften
- Louis Remy de la Fosse und seine Bauten. Dissertation, Technische Hochschule Darmstadt 1916.
- Das baukünstlerische Gesicht Darmstadts. Verlag Darmstädter Tagblatt, Darmstadt 1938.
- Der Wiederaufbauplan für Freiburg. In: Die Neue Stadt, S. 115–122, 1947.
- Wie Freiburg wiedererstehen soll. In: Freiburger Almanach 1950. S. 13–47.
- Der Mindelsee und seine Umgebung. Hegau-Verlag Kugler, Singen 1980. (als Mitautor)
- Freiburgs Baudenkmäler und ihre Wiederherstellung. In: Freiburg in Trümmern 1944–1952. Walter Vetter (Hrsg.), Freiburg 1982.
- Darf eine Stadt heute noch anheimelnd sein? In: Badische Heimat 1999, S. 526f. (posthum veröffentlicht)
- Das Haus der Badischen Heimat und sein Architekt Carl Anton Meckel In Mein Heimatland Nr. 31, 1951, S. 195.

- Beiträge in der Schriftenreihe des Breisgau-Geschichtsvereines Schau-ins-Land:

Freiburger Bürgerhäuser der Louis-XVI.-Zeit, Nr. 72, S. 138–146.
Alt-Freiburger Gartenhäuser, Nr. 83, S. 115–129.
Der Basler Hof in Freiburg, Nr. 84/85, S. 160–192.